# Blas Victorio Conrero
Blas Victorio Conrero (Silvio Pellico (Córdoba), 12 de abril de 1923 - 7 de julio de 1982) fue un sacerdote católico argentino que ejerció como arzobispo de Tucumán entre 1968 y 1982.

## Biografía
Estudió en el Seminario de la ciudad de Córdoba, donde fue ordenado sacerdote en 1947. Hizo toda su carrera como cura párroco en distintas parroquias de la arquidiócesis de Córdoba, donde fue el primer párroco de la parroquia del Niño Jesús de Praga y decano de una parte de la misma.
En febrero de 1968, el papa Pablo VI lo nombró titular de la arquidiócesis de Tucumán; el nuncio apostólico Umberto Mozzoni lo consagró obispo en el mes de marzo, y asumió el cargo el 26 de mayo de ese año.
En 1971 fundó el  Consejo Provincial de Educación Católica (CEC).
Falleció de un paro cardíaco en 1982, a la edad de 59 años, mientras visitaba a su familia en su pueblo natal, Silvio Pellico (Córdoba). Sus restos descansan en la Catedral de San Miguel de Tucumán.
Posteriormente fue acusado de colaborar en el Operativo Independencia de 1975, encubriendo los crímenes del Ejército, desplazando a los curas que colaboraban en manifestaciones y solicitar a sus sacerdotes que denunciaran a los sospechosos de integrar organizaciones armadas. Tuvo buenas relaciones con los generales Acdel Vilas y Domingo Bussi. Incluso se lo ha acusado de visitar el centro clandestino de detención que funcionaba en la central de policía sin haber nunca denunciado las torturas y desaparición de personas que allí se practicaban. También habría rechazado un pedido de parte de madres de detenidos-desaparecidos de entregarle una carta al dictador Jorge Rafael Videla.